# Eduardo Schwalbach Lucci
Eduardo Frederico Schwalbach Lucci (Sacramento, Lisboa, 18 de maio de 1860 — Lapa, Lisboa, 8 de dezembro de 1946) foi um jornalista e escritor português.

## Biografia
Eduardo era filho de Manuel João Lucci, um comerciante natural de Lisboa, de origem italiana e maltesa, e de sua mulher, Maria Clara Schwalbach, natural do Porto, de origem luso-alemã. Era neto paterno de Rafael Lucci e de sua mulher, Maria das Dores, materno de João Schwalbach, 1.º Visconde de Setúbal e 1.º Barão de Setúbal e de sua mulher, Antónia de Morais e Castro.
Feito o curso de cavalaria saiu alferes em 1880, mas poucos anos depois deu a sua demissão de oficial do exército para se dedicar ao jornalismo, destacando-se como diretor da Revista do Conservatório Real de Lisboa (1902). Colaborou igualmente na revista Brasil-Portugal (1899-1914) e no Boletim do Sindicato Nacional dos Jornalistas (1941-1945), além de outros jornais e revistas. Escreveu inúmeras peças de todos os géneros. Depois da sua estreia com o Intimo, comédia-drama em 3 atos (1892), fez representar sempre com êxito, entre outras: Anastacia & Cia; O Filho da Carolina; Os Pimentas; A Bisbilhoteira, Comédias: Santa Umbelina; A cruz da Esmola e Postiços, Comédias-dramas: Os filhos do capitão-mór; O João das Velhas e o chico das Pêgas, operetas: Retalhos de Lisboa; O Reino da Bolha, Formigas e Formigueiros; Agulhas e alfinetes; O barril do lixo, revistas, etc.
A 25 de março de 1944, foi agraciado com o grau de Grande-Oficial da Ordem Militar de Sant'Iago da Espada.
Foi deputado, inspetor do Conservatório de Lisboa, conservador da Biblioteca Nacional e redator da câmara dos Pares, cargos que deixou após a proclamação da República, à exceção do último, em que foi aposentado. Depois dedicou-se em dirigir exclusivamente o Teatro Apolo, em Lisboa. Tem hoje uma placa comemorativa a si dedicada no prédio onde faleceu, na Calçada da Estrela, número 183. Encontra-se sepultado no Cemitério dos Prazeres, em jazigo de família.

## Família e descendência
Casou ainda jovem, aos 20 anos, a 17 de julho de 1880, na Igreja Paroquial de São Mamede, em Lisboa, com D. Mariana do Resgate de Lancastre (Benfica, Lisboa, 11 de agosto de 1856 - Encarnação, Lisboa, 4 de dezembro de 1884), filha do 4.º Conde da Lousã, D. João José de Lancastre Basto Baharem e de sua mulher, D. Carlota Inness. Deste casamento teve um filho:
- Carlos Frederico de Lancastre Schwalbach Lucci (Encarnação, Lisboa, 16 de outubro de 1884 - Santa Isabel, Lisboa, 29 de agosto de 1970), que casou com Isabel Maria Kluft Lopes da Silva, com geração;[9]

Casou, no estado de viúvo, em segundas núpcias, aos 24 anos, a 3 de fevereiro de 1885, na Igreja Paroquial de Santos-o-Velho, em Lisboa, com uma irmã da sua falecida esposa, D. Maria Júlia da Assunção de Lancastre (Encarnação, Lisboa, 15 de agosto de 1861 - Lapa, Lisboa, 3 de janeiro de 1945), de quem teve dois filhos:
- Luís Filipe de Lancastre Schwalbach Lucci (Santa Isabel, Lisboa, 28 de abril de 1888 - ?), professor, escritor e geógrafo, que casou com Maria do Carmo Rodrigues Rocha, sem geração;[10]
- António Maria de Lancastre Schwalbach Lucci (Mercês, Lisboa, 21 de março de 1898 - Cabeço de Montachique, 22 de junho de 1919), solteiro e sem geração.[11]

## Obras
- A Mulher Portugueza[12]
- À lareira do passado: memórias[13]
- Fogo Sagrado[14]
- Revista do Conservatório Real de Lisboa[15]
- A Sr.ª Ministra: comédia em 3 actos[16]

### Jornais
- Occidente (Chronica occidental)[17]